# Svetlana Baítova
Svetlana Baítova (Mogilev, Bielorrusia, 3 de septiembre de 1972) es una gimnasta artística bielorrusa que, compitiendo con la Unión Soviética, consiguió ser campeona olímpica en 1988 y campeona mundial en 1989 en el concurso por equipos.

## Carrera deportiva
En el Mundial de Róterdam 1987 gana la plata en el concurso por equipos, tras Rumania y por delante de Alemania del Este.
En los JJ. OO. de Seúl 1988 gana el oro en equipos, por delante de Rumania y Alemania del Este, siendo sus compañeras de equipo: Svetlana Boginskaya, Natalia Laschenova, Elena Shevchenko, Elena Shushunova y Olga Strazheva.
En el Mundial celebrado en Stuttgart (Alemania) en 1989 consigue una medalla de oro por equipos —por delante de Rumania y China—, siendo sus compañeras de equipo: Natalia Laschenova, Olga Strazheva, Svetlana Boginskaya, Olesia Dudnik y Elena Sazonenkova.